# Pfarramt
Das Pfarramt ist ein in allen großen Konfessionen des Christentums bekanntes Amt, das als wesentlich für die Aufgabenerfüllung der jeweiligen Kirche angesehen wird. Gleichzeitig bezeichnet man mit Pfarramt auch das Pfarrbüro, also die Verwaltungsstelle einer Kirchengemeinde.

## Evangelische Kirche
Im Protestantismus wird unter Pfarramt der Dienst der Wortverkündigung, der Sakramentenspendung, der Unterweisung und der Seelsorge an einen als Kirchgemeinde (in den östlichen Gliedkirchen der Evangelischen Kirche in Deutschland und in der Schweiz) oder Kirchengemeinde bestimmten und räumlich begrenzten Adressatenkreis verstanden, unabhängig von der Person des Pfarrers, die gerade das Amt bekleidet.
Voraussetzung für die Übernahme eines Pfarramts ist die Ordination des Theologen. Der Akt der Einsetzung in ein konkretes Pfarramt wird Investitur, Installation oder Einführung genannt.

## Römisch-katholische Kirche
Im Katholizismus decken sich kirchenrechtlich Pfarramt und Pfarrei.
Die Priesterweihe ist Voraussetzung für die Übertragung eines Pfarramtes durch den Bischof der betreffenden Diözese.

## Geschichtliche Entwicklung
Während die Kirchgemeinde in Deutschland und Österreich eine Körperschaft des öffentlichen Rechts ist, steht das Pfarramt in keinem unmittelbaren Verhältnis zum Staat bzw. zur Kommune, ist also keine öffentliche Behörde. Es ist in Zielbestimmung und Ausformung eine innerkirchliche Institution. In Deutschland hat diese Verhältnisbestimmung die Weimarer Reichsverfassung von 1919 ergeben, nachdem bereits im Kulturkampf im 19. Jahrhundert der Staat, namentlich der preußische, dem Pfarramt wesentliche standesamtliche Aufgaben wie z. B. das Führen eines Eheregisters genommen hatte.
Seit den 60er Jahren sind neben den klassischen, auf ein Territorium bezogenen Parochialpfarrämtern zahlreiche neue übergemeindliche Funktionspfarrämter entstanden: z. B. in Krankenhäusern, in Gefängnissen, für die Jugend und für Bildungsarbeit.

## Zukunftsaussichten
In Westeuropa zeichnet sich ein zunehmender sowohl Priester- als auch Pfarrermangel ab, der die Besetzung der Pfarrämter beeinflussen und zu Neustrukturierungen führen wird.
Pfarrämter, die lange Zeit vakant bleiben, können aufgehoben werden. Kurzfristig wird es zu Vereinigungen kommen, bei denen sich neue Seelsorgeeinheiten bilden, z. B. in Form von Pastorationsgemeinschaften.